# Сулутюбе
Сулутюбе́ (каз. Сұлутөбе) — село у складі Шиєлійського району Кизилординської області Казахстану. Адміністративний центр Сулутюбинського сільського округу.
У радянські часи село називалось Сулутобе.
Населення — 1992 особи (2021; 2403 у 2009, 2604 у 1999, 2492 у 1989).